# Analamary (Taolanaro)
Analamary est une commune urbaine malgache située dans la partie sud-est de la région d'Anosy.